# Резание грунта
Ре́зание гру́нта — в физическом смысле один из способов разрушения грунтов; в технологическом смысле — процесс отделения от грунтового массива слоёв грунта (отделения стружки).
В зависимости от положения рабочего органа в грунте во время резания различают блокированное, полусвободное и свободное резание (см. рис. 1). Наибольшее практическое значение имеет полусвободное резание грунта, так как блокированное и свободное резание наблюдаются только в начале и в конце процесса резания.

Рис. 1. Виды резания грунтов в зависимости от положения рабочего органа в грунте: а — блокированное; б — полусвободное; в — свободное

Сила сопротивления резанию зависит от положения рабочего органа в грунте, а также от формы рабочего органа (см. рис. 2), от степени его износа, крепости грунта.

Рис. 2. Рисунок, поясняющий зависимость силы резания грунтов от формы рабочего органа: при форме, показанной на картинке а, сила сопротивления резанию грунта меньше, чем при форме, показанной на картинке б. Это объясняется тем, что рабочий орган, показанный на картинке б, разрушает грунт, находящийся не только впереди органа, но и тот грунт, который находится между его правой и левой частями, на что требуются дополнительные усилия

Резание осуществляется рабочими органами строительно-дорожных или сельскохозяйственных машин: ковшом экскаватора, скрепера или погрузчика; отвалом бульдозера и др.
Поскольку грунт является абразивной средой, то режущие кромки рабочих органов должны быть изготовлены из износостойких материалов, в качестве которых применяют специальные стали.